# 克拉里山脈

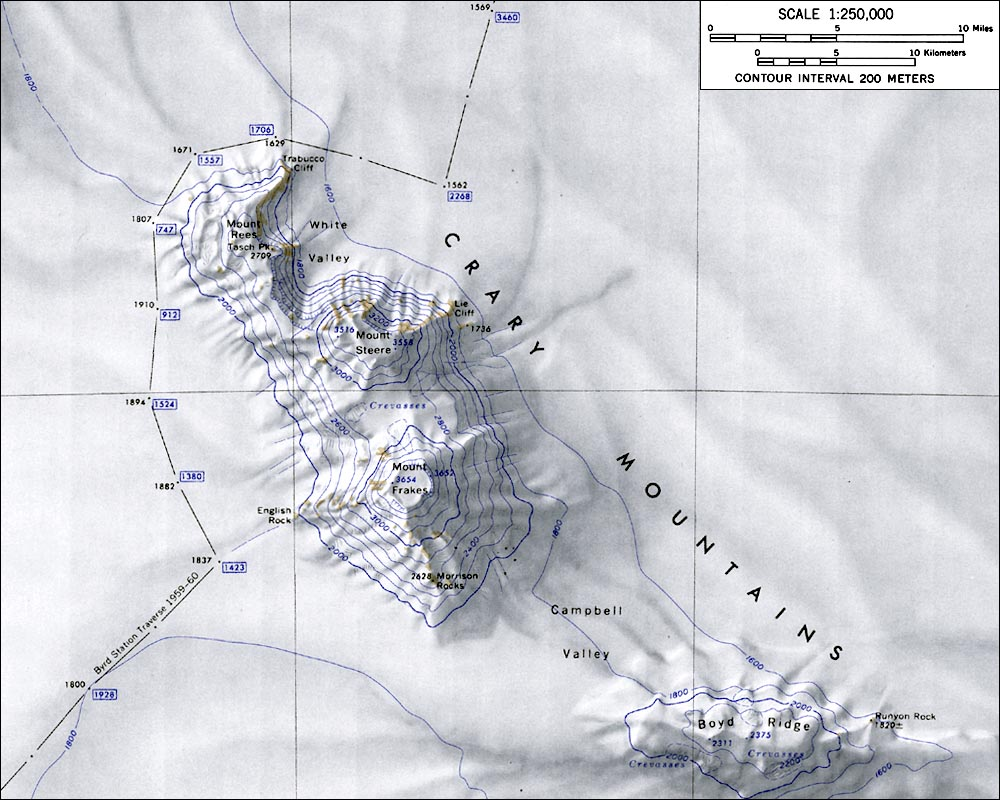

克拉里山脈（英語：Crary Mountains）是南極洲的山脈，位於瑪麗伯德地，距離托尼山80公里，長56公里，最高點是海拔高度3,655米的弗雷克斯山，該山脈在1940年2月24至25日被美國探險家發現。

## 外部連結
- 美國地質調查局地名資訊系統：克拉里山脈

76°48′S 117°40′W / 76.800°S 117.667°W